# Philip Danforth Armour

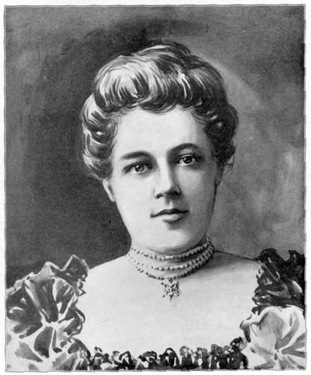
Malvina Belle Ogden, esposa de Armour

Philip Danforth Armour, Sr. (Stockbridge, 16 de maio de 1832 – Chicago, 6 de janeiro de 1901) foi um empresário americano da indústria da carne que fundou a empresa Armour and Company com sede em Chicago. É muitas vezes considerado um dos barões da indústria da Revolução Industrial americana.

## Vida e carreira
Armour nasceu em Stockbridge, Nova York, um dos oito filhos de Danforth Armour e Juliana Ann Brooks e cresceu na fazenda de sua família. Armour era descendente de colonos americanos de origem escocesa e inglesa, com seu sobrenome originário da Escócia. Foi educado no Cazenovia College da cidade de Cazenovia, estado de Nova York até ser expulso por ter feito um passeio em um buggy com uma garota. Um de seus primeiros empregos foi no caminho de sirga do canal Chenango, que atravessava naquele tempo o Condado de Madison e era uma via muito movimentada. Na idade de dezenove anos, Armour saiu de Nova York juntamente com outras trinta pessoas e foi para a Califórnia, atraído pela chamada "Febre do ouro". Antes da viagem, Armour "recebeu algumas centenas de dólares de seus pais", fazendo dele, na maior parte da viagem, "o financista do grupo", segundo o biógrafo Edward N. Wentworth. Na Califórnia, Armour, mais tarde deu início a seu próprio negócio, contratando mineiros desempregados para trabalharem na construção de eclusas, que controlavam as águas que fluíam através dos rios utilizados na mineração. Em poucos anos, Armour transformou seu negócio em uma empresa rentável, ganhando cerca de 8 mil dólares quando estava com vinte e quatro anos de idade.
Com uma considerável fortuna nas mãos, Armour resolveu mudar-se para Milwaukee, Wisconsin, iniciando um negócio de venda atacadista para as mercearias locais. Em Milwaukee, Armour formou parcerias comerciais com Frederick Miles no negócio de grãos em 1859. Trabalhou com Miles durante três anos antes de entrar em sociedade com John Plankinton na indústria frigorífica, criando a companhia Plankinton, Armour & Company. Foi também durante este período que Armour se casou com Malvina Belle Ogden em 1862. Embora a empresa tivesse um lucro relativamente modesto em seu início, Armour demonstrou sua incrível capacidade de jovem empresário, aproveitando-se da alta dos preços da carne durante e depois da Guerra de Secessão. De acordo com Deborah S. Ing, autora da biografia de Philip Armour no American National Biography Online, "o mais importante impulso nos negócio no início da carreira de Armour ocorreu perto do fim da Guerra de Secessão, quando ele previu pesadas baixas confederadas e, portanto, a queda dos preços da carne suína ... ele fez contratos com compradores a 40 dólares o barril antes dos preços caírem para 18 dólares quando a guerra terminou com uma vitória da União. Este contrato lhe rendeu um lucro de 22 dólares por barril ou uma suposto total de 1 milhão a 2 milhões de dólares”. A sábia visão de Armour catapultou a Plankinton, Armour & Co. para o rol das maiores empresas americanas, permitindo que a empresa se expandisse para outras cidades, como Kansas City, Missouri. Mais tarde, juntamente com seu irmão, Herman, ele novamente entrou no negócio de grãos e construiu vários frigoríficos no vale do rio Menomonee, em Milwaukee. Juntos eles formaram a Armour and Company em 1867, que logo se tornou a maior empresa de processamento de alimentos e de fabricação de produtos químicos do mundo, com sede em Chicago, Illinois. A Armour & Co. foi a primeira empresa a produzir carne enlatada e também uma das primeiras a empregar uma técnica de "linha de produção" em suas fábricas.
A fim de colocar seus produtos de carne no mercado Armour seguiu o exemplo do rival Gustavus Swift e criou a Armour Refrigerator Line em 1883. Com a dedicação de Armour a frota de vagões frigoríficos logo se tornou a maior organização privada dos Estados Unidos, que em 1900 contava com mais de 12 mil unidades, todas construídas na própria fábrica de vagões de Armour. A General American Transportation Corporation iria assumir a propriedade da linha em 1932.
Seus frigoríficos desenvolveram novos princípios de organização e refrigeração em grande escala para a indústria. Inicialmente, Armour implementou a linha de montagem, a fim de acelerar a produção. Além disso, Armour foi um dos primeiros a tomar medidas para reduzir o grande desperdício inerente do abate de porcos e aproveitar o valor de revenda dos resíduos. Foi relatado que a empresa utilizava cada parte possível dos animais para fabricar produtos que não carnes enlatadas, como fertilizantes, cola e pepsina. Armour declarou que fez uso de "tudo, até do guincho do animal". Ao desenvolver essas inovações de fabricação rentáveis e ampliando o alcance de sua empresa, a Armour & Co. tornou-se uma das maiores empresas de frigoríficos nos Estados Unidos na década de 1890, faturando cerca de 110 milhões de dólares em 1893 e fez com que Armour fosse considerado um dos grandes industriais da Era Dourada.
Desde o fim da Guerra de Secessão, ativistas trabalhistas em Chicago vinham lutando por melhores salários, bem como pela jornada de oito horas diárias, por condições de trabalho mais seguras, e o direito de formar sindicatos. No tempo em que o salário mínimo para uma família de cinco membros era de 15,40 dólares por semana, os trabalhadores da Armour and Company recebiam apenas cerca de 9,50 dólares por semana. Quando os açougueiros de Armour vieram a público reivindicando por melhores salários e a melhoria da segurança do trabalho no início da década de 1880, Armour demitiu os trabalhadores sindicalizados e colocou na lista negra os líderes da greve. Nas semanas que se antecederam à Revolta de Haymarket de 4 de maio de 1886, Armour tinha incentivado seus colegas a equipar uma milícia para reprimir ações trabalhistas futuras. No livro Death in the Haymarket, o historiador James Green observa que os suprimentos incluíam "'uma boa metralhadora, para ser usada por eles em caso de problemas'”. Ao longo de sua carreira, Armour enfrentou três grandes greves diretamente relacionadas com suas fábricas, colocou na lista negra todos os dirigentes sindicais envolvidos. No entanto, o New York Times apenas enfatizava em suas reportagens o quanto Armour "se preocupa com o seu trabalho", sem qualquer senso de ironia. "Embora seus trabalhadores vivessem e trabalhassem em condições precárias", a série televisiva da Public Broadcasting Service (PBS) American Experience relata que "Armour era conhecido como um filantropo".
A reputação da empresa foi ainda mais manchada pelo escândalo de 1898–1899 na qual ela foi acusada de vender carne contaminada. Este fato serviu de base para o romance social de Upton Sinclair intitulado The Jungle, que foi publicado em fevereiro de 1906 e se tornou um bestseller.
Em 1893, Armour doou 1 milhão de dólares para fundar o Instituto de Tecnologia Armour, que se fundiu com o Instituto Lewis para se tornar o Instituto de Tecnologia de Illinois (IIT), em 1940. Ele também criou a Missão Armour, um centro educacional e de saúde. Em 1900, seu filho mais novo, Philip Danforth Armour, Jr., morreu.
Armour morreu em 6 de janeiro de 1901 de pneumonia em sua casa em Chicago. Foi socorrido por sua esposa, Malvina Belle Ogden com quem se casou em 1862, e por um filho, o outro havia morrido cerca de um ano antes.

## Legado
A cidade de Armour, Dakota do Sul em 1885 recebeu o nome em sua homenagem, e mesmo acontecendo com a cidade de Armourdale, Kansas (atual distrito de Armourdale em Kansas City, Kansas) em 1881. Ruas de Cudahy, Wisconsin (um subúrbio de Milwaukee fundado pelo magnata de produtos enlatados de carne Patrick Cudahy), bem como de Oconomowoc, Wisconsin, onde a família Armour tinha uma propriedade de verão, também levam seu nome.

## Leituras adicionais
- Cleveland, H. I. (1901). «Philip Armour, Merchant». The World's Work: A History of Our Time. I: 540–547. Consultado em 9 de julho de 2009
- Depew, Chauncey M. (1895). "Philip D. Armour, 'The Pig Industry'" em 100 Years of American Commerce.
- Gunsaulus, Frank W. "Philip D. Armour, A Character Sketch".
- Hill, Napoleon (1987). Think and Grow Rich.  Nova York: Ballantine Books.  ISBN 978-0-449-21492-3.
- Kane, Mary A. (2006). "Oconomowoc (Postcard History Series)" Arcadia Publishing.  ISBN 978-0-7385-4089-4.
- Leech, Harper and John Charles Carroll (1938). Armour and His Times, Nova York: D. Appelton-Century Company.
- Lowe, David Garrard (2000). Lost Chicago.  Nova York: Watson-Guptill Publications.  ISBN 0-8230-2871-2.
- White, John H. (1986). The Great Yellow Fleet.  San Marino, Califórnia: Golden West Books.  ISBN 0-87095-091-6.